# Quint Cassi Longí (cònsol 164 aC)
Quint Cassi Longí (en llatí Quintus Cassius, L. F. Q. N. Longinus) va ser un magistrat romà. Formava part de la gens Càssia, i de la família dels Cassi Longí. Era net de Quint Cassi Longí (tribú militar).
Va ser pretor urbà el 167 aC, any en què va escortar fins a Alba Longa al rei Perseu de Macedònia, que havia estat fet presoner. L'any 164 aC va ser elegit cònsol junt amb Aulus Manli Torquat, i va morir mentre exercia el càrrec. Va deixar un fill de nom Quint Cassi Longí que és esmentat als Fasti, i un altre anomenat Luci Cassi Longí Ravil·la.